# Stado
Stado (tkđ. krdo ili čopor u nekim slučajevima) naziv je za veliku grupu životinja. Termin stado se koristi kada su u pitanju sisari, najčešće papkari. Za druge grupe životinja postoje različiti termini, kao npr. jato, roj, krdo i sl.
Kada se za grupu životinja kaže stado, to implicira da se sve životinje u stadu ponašaju isto ili slično, npr. kreću se u istom smjeru u isto vrijeme. Postoje i stada u kojima pojedine jedinke individualno koordinišu cijelo stado.
Stada kod divljih životinja se stvaraju spontano dok su kod domaćih životinja većinom pod uticajem čovjeka. Stada domaćih životinja istih ili sličnih vrsta se razlikuju od divljih po odnosu među polovima i porijeklu pojedinih jedinki.

## Spoljašnje veze
Mediji vezani za članak Stado na Vikimedijinoj ostavi

- „Krdo ili stado” — rasprava na sajtu SJA